# Lars Wellings
Lars Wellings (* 21. August 1962 in Mülheim an der Ruhr) ist ein deutscher Schauspieler.

## Leben
Lars Wellings besuchte von 1984 bis 1988 die Hochschule für Musik, Theater und Medien Hannover, wo er Schauspiel und Klassische Gitarre studierte. Die ersten Festengagements führten ihn an das damalige Theater der Jugend, das den Münchner Kammerspielen angeschlossen war, und an die Württembergische Landesbühne Esslingen. Anschließend spielte Wellings bis 1992 am Theater an der Ruhr. Es schloss sich von 1992 bis 1998 eine Verpflichtung an das Residenztheater in München an. Weitere Stationen waren das Zürcher Schauspielhaus, das Staatstheater Wiesbaden, das Landestheater Niederösterreich, die Vereinigten Bühnen Bozen und das Staatsschauspiel Dresden. Wellings war Major von Tellheim in Lessings Minna von Barnhelm und Tybalt in Romeo und Julia, er spielte die Rolle des Richard Hoffmann in der Bühnenfassung von Der Turm nach dem gleichnamigen Roman von Uwe Tellkamp oder in den Stücken Drei Mal Leben und Der Gott des Gemetzels von Yasmina Reza. Im Jahr 2000 wurde er mit dem Hessischen Theaterpreis ausgezeichnet, im Jahr darauf gründete er das Akustikduo Herz-Haft, mit dem er Auftritte am Staatstheater Wiesbaden hatte.
Sein Kameradebüt gab Lars Wellings 1996 u. a. in einer Tatort-Folge. Seitdem ist er immer wieder auf dem Bildschirm zu sehen, so im Polizeiruf 110, bei den SOKOs Köln und Rhein-Main oder in den Spielfilmen Nichts für Feiglinge und Doktorspiele.
An der Otto-Falckenberg-Schule arbeitete Wellings von Oktober 1993 bis März 1994 als Lehrer für Aikidō. Gastdozenturen hatte er im Frühjahrssemester 2018 als Aikidō-Lehrer an der Zürcher Hochschule der Künste und vom November 2020 bis März 2021 an der Schauspielschule der Keller.
Daneben wirkte Lars Wellings 1999 in zwei Hörspielproduktionen des WDR mit, ferner arbeitet er als Synchronsprecher und Sprecher für Arte und Netflix. Er lebt in Köln.

## Filmografie
- 1996: Workaholic
- 1996: Tatort: Heilig Blut
- 1998: Alle meine Töchter – Bösewichte
- 2000: Bei aller Liebe – Happy Milk
- 2003: Polizeiruf 110: Abseitsfalle
- 2003: Tatort: Schattenlos
- 2006: SOKO Rhein-Main – Tod im Dienst
- 2007: Vater auf der Flucht
- 2008: Post Mortem – Beweise sind unsterblich – Einsame Herzen
- 2008: Der Hochzeitswalzer
- 2010: Der Staatsanwalt – Abgeschirmt
- 2011: SOKO Köln – Operation Mord
- 2011: Tatort: Altes Eisen
- 2013: Danni Lowinski – Alles Plastik
- 2013: Nichts für Feiglinge
- 2014: Doktorspiele
- 2015: Alarm für Cobra 11 – Die Autobahnpolizei – Wo ist Semir?
- 2015: Rentnercops – Atemlos durch die Nacht
- 2017: Alarm für Cobra 11 – Die Autobahnpolizei – Gefangen
- 2019: Alarm für Cobra 11 – Die Autobahnpolizei – Vermächtnis
- 2020: SOKO Köln – Rabenmutter
- 2023: Tatort: Schutzmaßnahmen

## Hörspiele
- 1999: Mordsreklame – Regie: Frank E. Hübner
- 1999: Ohne uns – Ein Totengespräch (Liveversion) – Regie: Thomas Leutzbach und Klaus Mehrländer